# Gustav von Heimburg
Gustav Wilhelm Franz von Heimburg (* 21. Januar 1828 in Eckerde; † 16. August 1910 ebenda) war ein deutscher Verwaltungsjurist in Preußen.

## Leben
Gustav von Heimburgs Eltern waren August Arnold von Heimburg (* 19. März 1772; † 10. August 1867) und dessen Ehefrau Hedwig Juliane Frederike Luise von Inn- und Knyphausen (* 26. März 1794; † 22. Oktober 1866). Heimburg studierte an der  Georg-August-Universität Rechtswissenschaft. Ostern 1847 wurde er Mitglied des Corps Saxonia Göttingen. Nach Beendigung seines Studiums wurde er bei der  Regierung in Magdeburg und der  Regierung in Hannover beschäftigt. Zuletzt war er Landrat des Kreises Linden. 1894 trat er in den Ruhestand, den er auf seinem Besitz Eckerde verbrachte.
Heimburg heiratete am 21. September 1854 in Minden Henriette Wilhelmine Johanne Amalie Schulze (* 30. März 1830). Das Paar hatte zwei Söhne.